# Abaia (roupa)

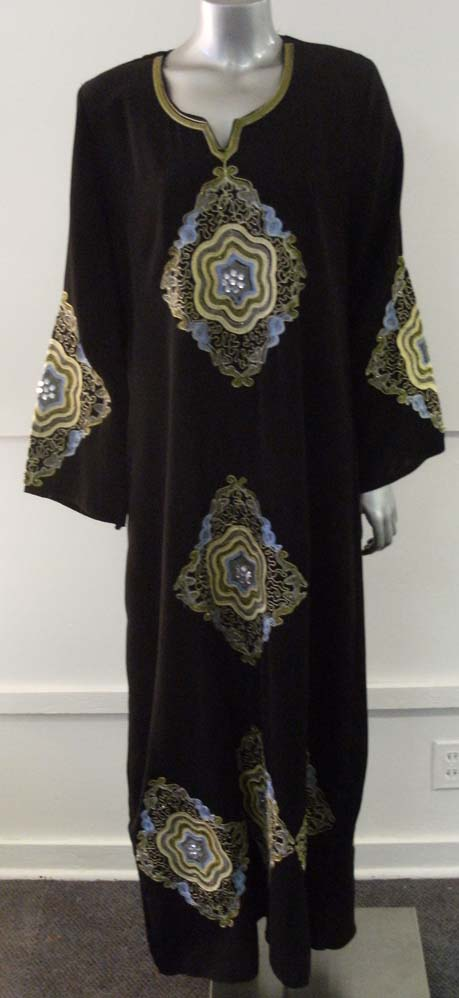
Uma abaia moderna.

A abaia (coloquialmente e mais comumente, em árabe: عباية ʿabāyah, especialmente em árabe literário : عباءة ' ʿabā'ah ; عبايات ʿabāyāt, عباءات ʿabā'āt) é uma túnica simples e solta, usada por algumas mulheres no mundo muçulmano, incluindo a maior parte do Oriente Médio, Norte da África e partes do Corno da África. As abaias tradicionais geralmente são pretas e podem ser um grande quadrado de tecido pendurado nos ombros ou na cabeça ou um longo cafetã . A abaia cobre todo o corpo, exceto a cabeça (por vezes), os pés e as mãos. Pode ser usado com o nicabe, um véu que cobre todo o rosto, exceto os olhos. Algumas mulheres também usam luvas pretas longas, para que suas mãos também fiquem cobertas. Habitualmente, a abaia é usada em ocasiões especiais, como visitas a mesquitas, celebrações de feriados islâmicos como Eid al-Fitr e Eid al-Adha, e também durante o mês sagrado islâmico do Ramadão .
Fora de alguns estados, como a Arábia Saudita, Iraque, Iémen, Emirados Árabes Unidos, Qatar e Paquistão, a abaia não é habitualmente usada pelas mulheres muçulmanas. 

## Proibição de abaias em escolas francesas
Em agosto de 2023, o ministro da educação francês, Gabriel Attal, disse que as abaias seriam proibidas nas escolas públicas por violarem o "princípio do secularismo". No dia 4 de setembro, o primeiro dia do novo ano letivo, as escolas francesas mandaram 67 raparigas para casa por se recusarem a tirar as suas abaias. 